# Paul Heinbecker
Paul Heinbecker (* 1941) ist ein ehemaliger kanadischer Diplomat. Er war kanadischer Botschafter in Deutschland und ständiger Vertreter Kanadas bei den Vereinten Nationen in New York.

## Leben
Paul Heinbecker erwarb 1965 einen Bachelor von der Waterloo Lutheran University und trat im selben Jahr in den auswärtigen Dienst ein. Seine frühe diplomatische Karriere umfasste Posten in Ankara, Stockholm und Paris bei der ständigen Vertretung der kanadischen Regierung bei der OECD.
1979 kehrte Heinbecker nach Kanada zurück und diente als Direktor der US-Abteilung im Außenministerium und Leiter der politischen Planung. In dieser Position schrieb er außenpolitische Reden für Premierminister Pierre Trudeau und die Außenminister Mark MacGuigan und Joe Clark.
In den späten 1980er Jahren war er Gesandter in Washington. Anfang der 1990er Jahre beriet er Premierminister Brian Mulroney und schrieb für ihn Reden. 1991 war er Assistant Secretary für Außen- und Verteidigungspolitik der kanadischen Regierung Mulroney. Mulroney entsandte Heinbecker 1992 als Botschafter nach Deutschland. Dort setzte er sich mit Investitionsbedingungen für deutsche Unternehmen in Kanada auseinander sowie mit dem Schutz der kanadischen Fischereiindustrie vor Überfischung durch europäische Fischereikonzerne.
1996 leitete Heinbecker eine von den Vereinten Nationen durch die Resolution 1018 sanktionierte militärische Humanitäre Intervention in Ostzaire während eines Aufstands der Tutsis gegen das Regime von Mobutu Sese Seko. Die Intervention dauerte bis zum 31. März 1997.
Anschließend leitete er die Abteilung für globale Sicherheitspolitik und internationalen Handel. Heinbecker führte die kanadische Delegation, die am 11. Dezember 1997 das Kyoto-Protokoll unterzeichnete. Er leitete auch eine Task Force zum Kosovo und führte Verhandlungen im jugoslawischen Sezessionskrieg.
In seiner Zeit bei den Vereinten Nationen in New York (2000 bis 2002) hatte Kanada einen Sitz im Sicherheitsrat. Heinbecker befürwortete die Einrichtung des internationalen Strafgerichtshofes. Er war ein Gegner des Irakkrieges und befürwortete, dass den UN-Waffeninspektoren mehr Zeit gegeben würde, um ihre Arbeit abzuschließen. Bei einer Menschenrechtskonferenz in Durban 2001 vertrat er die kanadische Regierung.
Heinbecker vertrat die Auffassung, dass der Schutz der Menschenrechte nicht ausschließlich für die Mitglieder von Regierungen gelten sollte. In Konsequenz dieser Auffassung sah er 2005 Defizite bei der Betreuung des kanadischen Staatsbürgers Maher Arar durch den kanadischen Botschafter Franco Pillarella in Damaskus.
Paul Heinbecker war Mitgründer und erster Leiter des Centre for Global Relations, in der Wilfrid Laurier University und ein Fellow an der Denkfabrik Centre for International Governance Innovation in Waterloo in Ontario.

## Privates
Heinbecker ist mit Ayse Köymen verheiratet und Vater zweier Töchter.

## Veröffentlichungen
- mit Patricia Goff (Hrsg.): Irrelevant or Indispensable? The United Nations in the 21st Century. Wilfrid Laurier University Press, Waterloo, ON 2005.